# Dan Hampton
Daniel Oliver Hampton (Oklahoma City, Oklahoma, 19 de septiembre de 1957), más conocido como Dan Hampton, es un exjugador profesional estadounidense de fútbol americano que se desempeñó en la posición de defensive tackle en la National Football League (NFL). Es miembro del Salón de la Fama del Fútbol Americano Profesional.

## Carrera
Hampton jugó como profesional doce temporadas en Chicago Bears (1979-1990), equipo en el que se retiró.

## Reconocimiento
El 3 de agosto de 2002, ingresó como miembro al Salón de la Fama del Fútbol Americano Profesional.